# Giải Cánh diều 2016
Giải Cánh diều 2016 là lần tổ chức thứ 15 của Giải Cánh diều, các đề cử chủ yếu là những tác phẩm được phát hành trong năm 2016. Lễ trao giải được tổ chức tối ngày 9 tháng 4 năm 2017 tại tại Nhà hát Quân đội khu vực phía Nam, quận Tân Bình, thành phố Hồ Chí Minh và được truyền hình trực tiếp trên kênh VTV1 của Đài Truyền hình Việt Nam.
Giải Cánh diều lần này có 19 phim điện ảnh, 20 phim truyền hình với tổng số 523 tập, 13 phim hoạt hình, 39 phim tài liệu, 11 phim khoa học, 16 phim ngắn và 5 công trình nghiên cứu, lý luận phê bình điện ảnh. Các bộ phim điện ảnh tham gia để cử được trình chiếu miễn phí cho khán giả từ ngày 3 tháng 4 đến ngày 7 tháng 4 năm 2017, tại 5 địa điểm gồm: Rạp Cinebox, Cinestar Quốc Thanh, CGV Thảo Điền, BHD và Trung tâm nghiên cứu và lưu trữ điện ảnh. Cùng với lễ trao giải Hội Điện ảnh tổ còn chức đưa các hội viên, nghệ sĩ về thăm Di tích điện ảnh Đồi Cọ tại tỉnh Thái Nguyên.

## Để cử
Cũng như lần tổ chức năm trước, Giải Cánh diều 2017 tổ chức đưa ra thể lệ không chấp nhận các bộ phim có hai yếu tố là làm lại từ phim nước ngoài và phim do người nước ngoài sản xuất như Vệ sĩ Sài Gòn có đạo diễn là người Nhật nhưng các cá nhân người Việt Nam tham gia bộ phim vẫn được đề cử. Những bộ phim sản xuất bởi người có quốc tịch Việt Nam, người gốc Việt, phim do các hãng phim Việt Nam và nước ngoài đồng sản xuất hoặc sở hữu đều được tham gia để cử.
Đề cử phim và đạo diễn hạng mục phim điện ảnh: Cha cõng con (Lương Đình Dũng), Bao giờ có yêu nhau (Dustin Nguyễn), Sút (Việt Max), Tấm Cám: Chuyện chưa kể (Ngô Thanh Vân), Chạy đi rồi tính (Nam Cito – Bảo Nhân), Fan cuồng (Charlie Nguyễn), Sài Gòn, anh yêu em (Lý Minh Thắng), Sứ mệnh trái tim (Đỗ Đức Thịnh), Chờ em đến ngày mai (Đinh Tuấn Vũ), 12 chòm sao: Vẽ đường cho yêu chạy (Vũ Ngọc Phượng), Truy sát (Ngô Quốc Cường), Nàng tiên có năm nhà (NSND Trần Ngọc Giàu), Lộc phát (Lê Bảo Trung), Bảo mẫu siêu quậy 2 (Lê Bảo Trung), Phim trường ma (Vũ Thái Hòa), Cao thủ ẩn danh (Lê Khắc Hoài Nam), Tik Tak, anh yêu em (Trần Kamy), Lục Vân Tiên: Tuyệt đỉnh Kungfu (Nguyễn Hoàng Phúc), Vệ sĩ Sài Gòn (Ken Ochiai). Đây là lần đầu tiên hạng mục Phim điện ảnh của Giải Cánh diều (cũng như tiền thêm là Giải thưởng Hội điện ảnh) không có  phim của Nhà nước tham gia đề cử, điều này chỉ lặp lại với Giải Cánh diều 2017. Ngoài Vệ sĩ Sài Gòn, trường hợp đặc biệt được đưa vào xét giải còn có 12 chòm sao: Vẽ đường cho yêu chạy phát hành từ cuối năm 2015, hay Cha cõng con chưa được công chiếu vào thời điểm chốt danh sách đề cử Giải Cánh diều.
Đề cử nữ diễn viên chính hạng mục phim điện ảnh: Jun Vũ (12 chòm sao: Vẽ đường cho yêu chạy), Maya (Sài Gòn anh yêu em) và An Nguy (Chờ em đến ngày mai). Hạng mục này được đánh giá là không cân sức khi Jun Vũ nổi bật hơn hai người còn lại và người có màn trình diễn tốt hơn cô là Minh Hằng (Bao giờ có yêu nhau) không tham gia đề cử.
Giải Nữ diễn viên chính hạng mục phim truyền hình năm này chỉ có hai cái tên đề cử là Lã Thanh Huyền (Zippo, mù tạt và em) và NSƯT Minh Trang (Chiều ngang qua phố cũ). Và cũng chính hai người này đạt giải.
Đề cử Nam diễn viên chính hạng mục phim điện ảnh gồm có Thái Hòa (Vệ sĩ Sài Gòn), Trấn Thành (Chờ em đến ngày mai) và Hà Hiền (Sút). Giải quay phim xuất sắc có hai cái tên nổi bật là Lê Hữu Hoàng Nam (Sài Gòn, anh yêu em) và NSƯT Lý Thái Dũng (Cha cõng con).

## Kết quả
Mở đầu buổi lễ trao giải là phần vinh danh tri ân hai nhà làm phim NSND Trần Phương, NSND Nguyễn Khắc Lợi vì những đóng góp của họ cho nền điện ảnh của Việt Nam. Sau đó là phần trao giải xen kẽ với các tiết mục biểu diễn giải trí.
| Giải                                              | Phim                               | Đạo diễn        | Chú thích |
| ------------------------------------------------- | ---------------------------------- | --------------- | --------- |
| Xem thêm: Giải Cánh diều cho phim truyện điện ảnh |                                    |                 |           |
| Cánh diều Vàng                                    | Sài Gòn, anh yêu em                | Lý Minh Thắng   | [ 12 ]    |
| Cánh diều Bạc                                     | Tấm Cám: Chuyện chưa kể            | Ngô Thanh Vân   | [ 12 ]    |
| Cánh diều Bạc                                     | 12 chòm sao: Vẽ đường cho yêu chạy | Vũ Ngọc Phượng  | [ 12 ]    |
| Bằng khen                                         | Sút                                | Việt Max        | [ 12 ]    |
| Bằng khen                                         | Bao giờ có yêu nhau                | Dustin Nguyễn   | [ 12 ]    |
| Bằng khen                                         | Cha cõng con (từ chối nhận giải)   | Lương Đình Dũng | [ 12 ]    |
| Giải thưởng của Ban giám khảo                     | Tik Tak Anh yêu em                 | Trần Kamy       | [ 12 ]    |

| Giải thưởng                                                         | Nhận giải       | Phim                                           | Chú thích    |
| ------------------------------------------------------------------- | --------------- | ---------------------------------------------- | ------------ |
| Nam diễn viên chính xuất sắc                                        | Hà Hiền         | Sút                                            | [ 12 ]       |
| Nữ diễn viên chính xuất sắc                                         | Jun Vũ          | 12 chòm sao: Vẽ đường cho yêu chạy             | [ 12 ]       |
| Nam diễn viên phụ xuất sắc                                          | Huỳnh Lập       | Sài Gòn, anh yêu em                            | [ 12 ]       |
| Nữ diễn viên phụ xuất sắc                                           | Quỳnh Chi       | 12 chòm sao: Vẽ đường cho yêu chạy             | [ 12 ]       |
| Xem thêm: Giải Cánh diều cho đạo diễn xuất sắc phim truyện điện ảnh |                 |                                                |              |
| Giải thưởng                                                         | Nhận giải       | Phim                                           | Chú thích    |
| Đạo diễn xuất sắc                                                   | Vũ Ngọc Phượng  | 12 chòm sao: Vẽ đường cho yêu chạy             | [ 1 ] [ 12 ] |
| Biên kịch xuất sắc                                                  | Ngọc Bích       | Sài Gòn, anh yêu em                            | [ 1 ] [ 12 ] |
| Âm nhạc xuất sắc                                                    | Đức Trí         | Sài Gòn, anh yêu em và Tấm Cám: Chuyện chưa kể | [ 1 ] [ 12 ] |
| Âm thanh xuất sắc                                                   | Phạm Viết Thanh | Fan cuồng                                      | [ 1 ] [ 12 ] |
| Quay phim xuất sắc                                                  | Bob Nguyễn      | Sút                                            | [ 1 ] [ 12 ] |
| Thiết kế mĩ thuật xuất sắc                                          | Nguyễn Anh Thao | Sài Gòn, anh yêu em                            | [ 1 ] [ 12 ] |

### Phim truyền hình
| Giải                                                 | Phim                   | Đạo diễn                  | Sản xuất      | Chú thích    |
| ---------------------------------------------------- | ---------------------- | ------------------------- | ------------- | ------------ |
| Xem thêm: Giải Cánh diều cho phim truyện truyền hình |                        |                           |               |              |
| Cánh diều Vàng                                       | Zippo, mù tạt và em    | Trọng Trinh, Bùi Tiến Huy | VFC           | [ 1 ] [ 12 ] |
| Cánh diều Bạc                                        | Chiều ngang qua phố cũ | Trịnh Lê Phong            | VFC           | [ 1 ] [ 12 ] |
| Cánh diều Bạc                                        | Dòng nhớ               | Trương Dũng               | THVL          | [ 1 ] [ 12 ] |
| Bằng khen                                            | Lựa chọn cuối cùng     | Vũ Hồng Sơn               | VFC           | [ 1 ] [ 12 ] |
| Bằng khen                                            | Biên cương             | Nguyễn Đức Việt           | Hongngat Film | [ 1 ] [ 12 ] |
| Bằng khen                                            | Nguyệt thực            | Nguyễn Trọng Hải          | THL           | [ 1 ] [ 12 ] |
| Bằng khen                                            | Lời nguyền             | Nguyễn Xuân Hiệp          | THVL          | [ 1 ] [ 12 ] |
| Bằng khen                                            | Tình thù hai mặt       | Nguyễn Anh Tuấn           | MIDI          | [ 1 ] [ 12 ] |

| Giải thưởng                  | Nhận giải                       | Phim                   | Chú thích    |
| ---------------------------- | ------------------------------- | ---------------------- | ------------ |
| Nữ diễn viên chính xuất sắc  | Minh Trang                      | Chiều ngang qua phố cũ | [ 1 ] [ 12 ] |
| Nữ diễn viên chính xuất sắc  | Lã Thanh Huyền                  | Zippo, mù tạt và em    | [ 1 ] [ 12 ] |
| Nam diễn viên chính xuất sắc | Lê Hồng Đăng                    | Zippo, mù tạt và em    | [ 1 ] [ 12 ] |
| Nữ diễn viên phụ xuất sắc    | Minh Hương                      | Zippo, mù tạt và em    | [ 1 ] [ 12 ] |
| Nam diễn viên phụ xuất sắc   | Công Lý                         | Chiều ngang qua phố cũ | [ 1 ] [ 12 ] |
| Đạo diễn xuất sắc            | Trọng Trinh, Bùi Tiến Huy       | Zippo, mù tạt và em    | [ 1 ] [ 12 ] |
| Biên kịch xuất sắc           | Chu Hồng Vân, Nguyễn Tuấn Thành | Lựa chọn cuối cùng     | [ 1 ] [ 12 ] |

### Phim khoa học
| Giải cho tác phẩm | Giải cho tác phẩm                           | Giải cho tác phẩm   | Giải cho tác phẩm          | Giải cho tác phẩm |
| Giải              | Phim                                        | Đạo diễn            | Sản xuất                   | Chú thích         |
| ----------------- | ------------------------------------------- | ------------------- | -------------------------- | ----------------- |
| Cánh diều Vàng    | Một giải pháp chống xói lở bờ biển          | Phùng Ngọc Tú       | DSF                        | [ 13 ]            |
| Cánh diều Bạc     | Câu chuyện ngôi nhà                         | Vũ Hoài Nam         | DSF                        | [ 13 ]            |
| Bằng khen         | Nuôi cấy tinh tử trong điều trị vô tinh nam | Phạm Hồng Thắng     | Điện ảnh Quân đội Nhân dân | [ 1 ]             |
|                   |                                             |                     |                            |                   |
| Giải cá nhân      |                                             |                     |                            |                   |
| Giải thưởng       | Nhận giải                                   | Phim                |                            | Chú thích         |
| Đạo diễn xuất sắc | Vũ Hoài Nam                                 | Câu chuyện ngôi nhà |                            | [ 13 ]            |

### Phim tài liệu
| Giải cho tác phẩm | Giải cho tác phẩm               | Giải cho tác phẩm                                                  | Giải cho tác phẩm | Giải cho tác phẩm |
| Giải              | Đạo diễn                        | Phim                                                               | Sản xuất          | Chú thích         |
| ----------------- | ------------------------------- | ------------------------------------------------------------------ | ----------------- | ----------------- |
| Cánh diều vàng    | Tạ Quỳnh Tư                     | Hai đứa trẻ                                                        | VTV               | [ 1 ] [ 13 ]      |
| Cánh diều Bạc     | Trần Quý - Phan Huyền Thư       | Ba mùa                                                             | TFS               | [ 1 ] [ 13 ]      |
| Bằng khen         | Lê Mỹ Cường                     | Tôi đẹp bạn cũng thế                                               | VTV               | [ 1 ] [ 13 ]      |
| Bằng khen         | Trần Tuấn Hiệp                  | Việt Nam thời bao cấp - Tập 1: Tem phiếu và sổ gạo, Tập 2: Phá rào | DSF               | [ 1 ] [ 13 ]      |
| Bằng khen         | Đặng Thị Linh - Phạm Hồng Thăng | Chuyện ngày hôm qua                                                | DSF               | [ 1 ] [ 13 ]      |
| Bằng khen         | Huỳnh Bá Phúc                   | Người thầy                                                         | ATV               | [ 1 ] [ 13 ]      |
|                   |                                 |                                                                    |                   |                   |
| Giải cá nhân      |                                 |                                                                    |                   |                   |
| Giải thưởng       | Phim                            | Nhận giải                                                          | Sản xuất          | Chú thích         |
| Đạo diễn xuất sắc | Hai đứa trẻ                     | Tạ Quỳnh Tư                                                        | VTV               | [ 13 ]            |

### Phim hoạt hình
| Giải thưởng cho tác phẩm | Giải thưởng cho tác phẩm                    | Giải thưởng cho tác phẩm | Giải thưởng cho tác phẩm                                 | Giải thưởng cho tác phẩm |
| Giải                     | Phim                                        | Đạo diễn                 | Sản xuất                                                 | Chú thích                |
| ------------------------ | ------------------------------------------- | ------------------------ | -------------------------------------------------------- | ------------------------ |
| Cánh diều Vàng           | Cậu bé ma-nơ-canh                           | Phạm Hồng Sơn            | Công ty TNHH một thành viên Hãng phim Hoạt hình Việt Nam | [ 1 ]                    |
| Cánh diều Bạc            | Xin chào Lucy                               | Hoàng Lộc                | Công ty TNHH một thành viên Hãng phim Hoạt hình Việt Nam | [ 1 ]                    |
| Cánh diều Bạc            | Chú chó máy                                 | Phạm Ngọc Tuấn           | Công ty TNHH một thành viên Hãng phim Hoạt hình Việt Nam | [ 1 ]                    |
| Bằng khen                | Sự tích hoa phượng                          | Bùi Mạnh Quang           | Công ty TNHH một thành viên Hãng phim Hoạt hình Việt Nam | [ 1 ]                    |
| Bằng khen                | Bạn là hình gì - Bạn có nghe thấy gì không? | Lê Bình                  | VTV7                                                     | [ 1 ]                    |
|                          |                                             |                          |                                                          |                          |
| Giải thưởng cá nhân      |                                             |                          |                                                          |                          |
| Giải thưởng              | Nhận giải                                   | Phim                     | Sản xuất                                                 | Chú thích                |
| Đạo diễn xuất sắc        | Phạm Hồng Sơn                               | Cậu bé Ma nơ canh        | Hãng phim Hoạt hình Việt Nam                             | [ 13 ]                   |

### Phim ngắn
| Giải thưởng        | Phim                  | Đạo diễn                              | Đơn vị                                    | Chú thích |
| ------------------ | --------------------- | ------------------------------------- | ----------------------------------------- | --------- |
| Không có giải Vàng |                       |                                       |                                           |           |
| Cánh diều Bạc      | XX2061                | Phạm Thu Thủy                         | TPD                                       | [ 1 ]     |
| Cánh diều Bạc      | Rito Rito             | Nguyễn Ngọc Thảo Ly                   | TPD                                       | [ 1 ]     |
| Cánh diều Bạc      | Áo đồng phục          | Nguyễn Hoàng Phương; Nguyễn Nhật Thủy | Trường Đại học Sân khấu – Điện ảnh Hà Nội | [ 1 ]     |
| Bằng khen          | Bóng tối (The Shadow) | Hà Việt Phương; Nguyễn Quốc Việt      | Trường Đại học Sân khấu – Điện ảnh Hà Nội | [ 1 ]     |
| Bằng khen          | Linh                  | Nguyễn Trà My                         | Trường Đại học Sân khấu – Điện ảnh Hà Nội | [ 1 ]     |
| Bằng khen          | Tầng trên             | Nguyễn Sương Mai                      | TPD                                       | [ 1 ]     |

### Công trình nghiên cứu, lý luận phê bình điện ảnh
| Giải thưởng cho tác phẩm | Giải thưởng cho tác phẩm                   | Giải thưởng cho tác phẩm | Giải thưởng cho tác phẩm           | Giải thưởng cho tác phẩm |
| Giải                     | Công trình                                 | Tác giả                  | Hình thức                          | Chú thích                |
| ------------------------ | ------------------------------------------ | ------------------------ | ---------------------------------- | ------------------------ |
| Cánh diều Vàng           | Không trao giải                            | Không trao giải          | Không trao giải                    | [ 1 ]                    |
| Cánh diều Bạc            | Quay phim điện ảnh và truyền hình          | Phạm Thanh Hà            | Sách                               | [ 1 ]                    |
| Bằng khen                | Phim truyện Việt Nam đương đại (1986-2016) | Đặng Minh Liên           | Chuyên khảo                        | [ 1 ]                    |
| Bằng khen                | Chuyển thể văn học - điện ảnh              | Lê Thị Dương             | Công trình nghiên cứu liên văn bản | [ 1 ]                    |

## Sự cố
Lễ trao giải lần này mắc phải một số sai sót cho thấy sự chuẩn bị yếu kém của bạn tổ chức, ngay sau khi giải "Phim hoạt hình xuất sắc" được công bố thì sân khấu bị mất điện chương trình đã phải tạm ngưng để xử lý sự cố. Giải thưởng "Nữ diễn viên chính xuất sắc cho phim truyền hình" được trao cho diễn viên Lã Thanh Huyền và NSƯT Minh Trang. Tuy nhiên, ban tổ chức đã không chuẩn bị đủ hai chiếc cúp, khiến Minh Trang không có cúp để ăn mừng, trong khi Lã Thanh Huyền cùng Hồng Đăng  giương cao phần thưởng. Hai người dẫn chương trình là Hồng Ánh và Nguyên Khang đã đọc sai tên bộ phim đạt giải, "Zippo, mù tạt và em" thành "Zippo, mù tạt, anh và em" hay "12 chòm sao: Vẽ đường cho yêu chạy" đọc thành "12 chòm sao: Vẽ đường cho hươu chạy". Phần nhạc nền trong quá trình trao giải chỉ sử dụng một đoạn nhạc duy nhất được biến tấu từ bộ phim Thần Kiếm của Trung Quốc do Từ Khắc đạo diễn.
Vì không bằng lòng với giải thưởng là Bằng khen nên đạo diễn phim Cha cõng con là Lương Đình Dũng đã lập tức trả lại giải thưởng. Ông cho rằng Ban giám khảo đã đánh giá không đúng về tác phẩm của mình. Hành động này nhận về những đánh giá trái chiều từ khán giả, đại diện của Ban giám khảo sau đó cũng giải thích vì bộ phim không có gì mới mẻ, đột phá nên mới không đạt được kết quả cao. Bộ phim này giành được một số giải thưởng quốc tế và giải Bông sen bạc tại Liên hoan phim Việt Nam lần thứ 20.